# Diputació Provincial de Còrdova
La Diputació Provincial de Còrdova és una institució pública que presta serveis directes als ciutadans i suport tècnic, econòmic i tecnològic als ajuntaments dels 77 municipis de la província de Còrdova. A més, coordina alguns serveis municipals i organitza serveis de caràcter supramunicipal. Té la seu central a la ciutat de Còrdova. Integren la Diputació Provincial, com a òrgans de Govern d'aquesta, el President, els Vicepresidents, la Junta de Govern i el Ple.

## Història
Fins a la creació de les Diputacions Provincials, l'administració provincial bàsicament era un instrument fiscalitzador, però mitjançant l'article 335 de la Constitució de Cadis (1812) es va dotar a les Diputacions Provincials d'una sèrie de prebendes com el repartiment de les contribucions, la vigilància de les infraccions a la Constitució, el cens i estadística provincials, l'establiment dels Ajuntaments constitucionals, etc. Al capdavant d'ella quedava un Cap Superior, designat pel Rei. Aquest nou càrrec, que exercia a més com a Delegat del Govern, va assumir les competències d'ordre públic i el poder executiu i servia d'enllaç entre els Ajuntaments i la Diputació. No obstant això, als catorze mesos d'existència, Ferran VII va acabar amb l'obra de les Corts declarant nul·la i sense efecte la Constitució.
Durant el sexenni absolutista de Ferran VII (1814-1820), el corrent reformista liberal es va paralitzar, tornant-se al conservadorisme de l'antic règim. Després d'aquest període, durant el Trienni Liberal (1820-1823), la qüestió provincialista torna a sorgir. La Llei per al Govern econòmic-polític de les Províncies considera a les Diputacions com l'Ajuntament General de la Província.
Una de les Diputacions Provincials és la de Còrdova, en funcionament des del 7 de juliol de 1822. La seva vida va ser curta, perquè la caiguda del Règim Liberal va fer que no hi hagués a penes aplicació pràctica i que les seves actes capitulars fossin destruïdes per la reacció.
La mort de Ferran VII en 1830, va suposar l'impuls definitiu a la qüestió provincialista. En 1833 el ministre Javier de Burgos, mitjançant el Reial decret de 30 de novembre de 1833, va culminar definitivament el procés de divisió provincial, convertint-se Còrdova en una d'elles i amb capitalitat a la ciutat homònima de Còrdova. Finalment, les Diputacions Provincials seran reorganitzades per un Reial decret de 25 de desembre de 1835.
La Diputació Provincial de Còrdova serà instaurada el 16 de novembre de 1835. En ella estaran representats els 12 partits judicials que la componen.
La Constitució Espanyola de 1978 va establir, en el seu article 141, que el govern i l'administració autònoma de les províncies estaran encomanats a Diputacions. D'aquesta forma ser va mantenir aquestes administracions existents a Espanya des del segle xix.

### Mancomunitats
| Mancomunitat                 | Extensió    | Població     | Densitat      | Municipis | Mapa de Mancomunitats |
| ---------------------------- | ----------- | ------------ | ------------- | --------- | --------------------- |
| Alto Guadalquivir            | 1.299 km²   | 44.127 hab.  | 33,9 hab/km²  | 8         |                       |
| Campiña Este - Guadajoz      | 725 km²     | 39.260 hab.  | 54,1 hab/km²  | 5         |                       |
| Campiña Sur de Córdoba       | 1.101,8 km² | 104.062 hab. | 94,4 hab/km²  | 11        |                       |
| Subbética                    | 1.597 km²   | 123.651 hab. | 77,48 hab/km² | 14        |                       |
| Valle de los Pedroches       | 3.612 km²   | 56.435 hab.  | 15,6 hab/km²  | 17        |                       |
| Valle del Guadiato           | 2.493 km²   | 32.118 hab.  | 12,88 hab/km² | 11        |                       |
| Valle Medio del Guadalquivir | 1.691 km²   | 65.554 hab.  | 38,76 hab/km² | 8         |                       |

A més de les esmentades, el terme municipal de la ciutat de Còrdova forma una comarca per si mateixa.

### Partits judicials
A la província hi ha 12 partits judicials. No obstant això, conformement a la Llei Electoral (5/1985) solament es tenen en compte per al repartiment d'escons en la Diputació els partits judicials existents en 1979 (10), quedant Puente Genil integrat en el Partit Judicial d'Aguilar de la Frontera i els municipis d'Adamuz, Bujalance, Cañete de las Torres, Cardeña, El Carpio, Montoro, Pedro Abad, Villa del Río i Villafranca de Córdoba, al Partit Judicial de Còrdova.
| Partit judicial (1979)                    | Municipis que comprèn | Diputats provincials |
| ----------------------------------------- | --- | -------------------- |
| Partit Judicial d'Aguilar                 | Aguilar de la Frontera, Monturque, Moriles i Puente Genil. | 2                    |
| Partit Judicial de Baena                  | Baena, Luque i Valenzuela. | 1                    |
| Partit Judicial de Cabra                  | Cabra, Doña Mencía, Nueva Carteya i Zuheros. | 1                    |
| Partit Judicial de Còrdova                | Adamuz, Bujalance, Cañete de las Torres, Cardeña, Castro del Río, Còrdova, El Carpio, Espejo, Montoro, Obejo, Pedro Abad, Villa del Río, Villaharta, Villafranca de Córdoba i Villaviciosa de Córdoba. | 13                   |
| Partit Judicial de Lucena                 | Benamejí, Encinas Reales, Iznájar, Lucena, Palenciana i Rute. | 2                    |
| Partit Judicial de Montilla               | Fernán-Núñez, La Guijarrosa, Montalbán de Córdoba, Montemayor, Montilla, La Rambla, San Sebastián de los Ballesteros, Santaella i La Victoria.                                                         | 2                    |
| Partit Judicial de Penyarroya-Pueblonuevo | Belalcázar, Belmez, Los Blázquez, Espiel, Fuente la Lancha, Fuente Obejuna, La Granjuela, Hinojosa del Duque, Peñarroya-Pueblonuevo, Valsequillo i Villanueva del Rey.                                 | 1                    |
| Partit Judicial de Posadas                | Almodóvar del Río, La Carlota, Fuente Carreteros, Fuente Palmera, Guadalcázar, Hornachuelos, Palma del Río, i Posadas.                                                                                 | 2                    |
| Partit Judicial de Pozoblanco             | Alcaracejos, Añora, Conquista, Dos Torres, El Guijo, Pedroche, Pozoblanco, Santa Eufemia, Torrecampo, Villanueva de Córdoba, Villanueva del Duque, Villaralto i El Viso.                               | 2                    |
| Partit Judicial de Priego de Córdoba      | Almedinilla, Carcabuey, Fuente-Tójar i Priego de Córdoba. | 1                    |

## Estructura Organitzativa
La Diputació de Còrdova s'estructura en cinc àrees, cadascuna amb una sèrie de delegacions:
1. Àrea d'hisenda, recursos humans i cooperació al desenvolupament local. Inclou la delegació general d'hisenda i la delegació general de recursos humans i cooperació al desenvolupament.
2. Àrea d'infraestructures, carreteres i habitatge. Inclou la delegació general d'infraestructures i cooperació municipal, la delegació general de carreteres i habitatge i la delegació especial d'agricultura i medi ambient.
3. Àrea de desenvolupament econòmic i turisme. Inclou la delegació general de desenvolupament econòmic i turisme, la delegació general de cultura i la delegació especial de joventut i esports.
4. Àrea de presidència, governo interior i protecció civil. Inclou la delegació general de presidència, governo interior i protecció civil i la delegació especial de comunicació i noves tecnologies.
5. Àrea d'igualtat i polítiques socials. Inclou la delegació general de benestar social, la delegació especial d'igualtat i dona i la delegació especial de consum i participació ciutadana.

## Composició de la Diputació
- Eleccions municipals de 2007: 27 escons repartits en 14 del PSOE, 7 de IU i 6 del PP.
- Eleccions municipals de 2011: 27 escons repartits en 14 del PP, 8 del PSOE, 3 d'IU i 2 d'Unió Cordovesa.
- Eleccions municipals de 2015: 27 escons repartits en 12 del PSOE, 10 del PP, 3 d'IU, 1 de Ganemos Córdoba i 1 de Ciutadans.
- Eleccions municipals de 2019: 27 escons repartits en 11 del PSOE, 8 del PP, 5 d'IU, 2 de Ciutadans i 1 de VOX.[2]

## Enllaços exteros
- Web oficial de la Diputació de Còrdova